# Amolops
Az Amolops a kétéltűek (Amphibia) osztályába, valamint a békák (Anura) rendjébe és a valódi békafélék (Ranidae) családjába tartozó nem. 

## Előfordulásuk
A nembe tartozó fajok Kelet-, Délkelet-Ázsiában honosak. Élőhelyük a gyorsan áramló hegyi patakok.

## Rendszertani besorolása
A nembe tartozó fajok közeli rokonságban állnak a Huia, Meristogenys, Odorrana, Pelohylax és Rana nemekkel, de külön leszármazási vonalat képeznek a valódi békaféléken belül.
Több fajuk a Ranidae családba tartozó fajéhoz hasonló konvergens evolúciós utat járt be. Például a Rana archotaphus nagy mértékű hasonlóságot mutat az Odorrana livida fajhoz. A konvergens evolúcióra utaló másik, az élőhelyhez való adatptációra utaló jellegzetesség az Amolops,  a Huia, a Meristogenys valamint a Rana sauteri ebihalainak hasi oldalán kifejlődött szívószerv. Ezzel a szervvel képesek az élőhelyükként szolgáló gyors folyású, sziklás vízfolyásokban helyben maradni. Azonban, mint azt a hasonló élőhelyeken előforduló Odorrana és a Staurois példája mutatja, ez a szívószerv nem feltétlenül szükséges a sebes vízfolyásokhoz való adaptációhoz.

## Rendszerezés
A nem pontos körülírása meglehetősen bonyolult, számos faj vélhetően máshová tartozik. A konvergens evolúció mértéke miatt a DNS-vizsgálatok jó szolgálatot tesznek a nem fajainak besorolásában, bár a múltbéli hibridizáció lehetősége nem zárható ki.
A nembe az alábbi fajok tartoznak:
- Amolops afghanus (Günther, 1858)
- Amolops akhaorum Stuart, Bain, Phimmachak & Spence, 2010
- Amolops albispinus Sung, Hu, Wang, Liu, and Wang, 2016
- Amolops aniqiaoensis Dong, Rao & Lü, 2005
- Amolops archotaphus (Inger & Chan-ard, 1997)
- Amolops assamensis Sengupta, Hussain, Choudhury, Gogoi, Ahmed & Choudhury, 2008
- Amolops australis Chan, Abraham, Grismer, and Grismer, 2018
- Amolops bellulus Liu, Yang, Ferraris & Matsui, 2000
- Amolops caelumnoctis Rao & Wilkinson, 2007
- Amolops chakrataensis Ray, 1992
- Amolops chayuensis Sun, Luo, Sun & Zhang, 2013
- Amolops chunganensis (Pope, 1929)
- Amolops compotrix (Bain, Stuart & Orlov, 2006)
- Amolops cremnobatus Inger & Kottelat, 1998
- Amolops cucae (Bain, Stuart & Orlov, 2006)
- Amolops daiyunensis (Liu & Hu, 1975)
- Amolops daorum (Bain, Lathrop, Murphy, Orlov & Ho, 2003)
- Amolops formosus (Günther, 1876)
- Amolops gerbillus (Annandale, 1912)
- Amolops gerutu Chan, Abraham, Grismer, and Grismer, 2018
- Amolops granulosus (Liu & Hu, 1961)
- Amolops hainanensis (Boulenger, 1900)
- Amolops himalayanus (Boulenger, 1888)
- Amolops hongkongensis (Pope & Romer, 1951)
- Amolops indoburmanensis Dever, Fuiten, Konu & Wilkinson, 2012
- Amolops iriodes (Bain & Nguyen, 2004)
- Amolops jaunsari Ray, 1992
- Amolops jinjiangensis Su, Yang & Li, 1986
- Amolops kaulbacki (Smith, 1940)
- Amolops kohimaensis Biju, Mahony & Kamei, 2010
- Amolops larutensis (Boulenger, 1899)
- Amolops lifanensis (Liu, 1945)
- Amolops loloensis (Liu, 1950)
- Amolops longimanus (Andersson, 1939)
- Amolops mahabharatensis Khatiwada, Shu, Wang, Zhao, Xie, and Jiang, 2020
- Amolops mantzorum (David, 1872)
- Amolops marmoratus (Blyth, 1855)
- Amolops medogensis Li & Rao, 2005
- Amolops mengdingensis Yu, Wu, and Yang, 2019
- Amolops mengyangensis Wu & Tian, 1995
- Amolops minutus Orlov & Ho, 2007
- Amolops monticola (Anderson, 1871)
- Amolops nepalicus Yang, 1991
- Amolops nidorbellus Biju, Mahony & Kamei, 2010
- Amolops nyingchiensis Jiang, Wang, Xie, Jiang & Che, 2016
- Amolops ottorum Pham, Sung, Pham, Le, Ziegler, and Nguyen, 2019
- Amolops pallasitatus Qi, Zhou, Lyu, Lu, and Li , 2019
- Amolops panhai Matsui & Nabhitabhata, 2006
- Amolops ricketti (Boulenger, 1899)
- Amolops shuichengicus Lyu and Wang, 2019
- Amolops sinensis Lyu, Wang, and Wang, 2019
- Amolops spinapectoralis Inger, Orlov & Darevsky, 1999
- Amolops splendissimus Orlov & Ho, 2007
- Amolops torrentis (Smith, 1923)
- Amolops tuanjieensis Gan, Yu, and Wu, 2020
- Amolops tuberodepressus Liu & Yang, 2000
- Amolops viridimaculatus (Jiang, 1983)
- Amolops vitreus (Bain, Stuart & Orlov, 2006)
- Amolops wenshanensis Yuan, Jin, Li, Stuart, and Wu, 2018
- Amolops wuyiensis (Liu & Hu, 1975)
- Amolops xinduqiao Fei, Ye, Wang, and Jiang, 2017
- Amolops yatseni Lyu, Wang, and Wang, 2019
- Amolops yunkaiensis Lyu, Wang, Liu, Zeng, and Wang, 2018